# Ateshgah di Tbilisi
L'Ateshgah, anche trascritto come Atashgah (in georgiano ათეშგა?, dal in persiano آتشگاه‎, "tempio del fuoco") è un antico tempio zoroastriano del fuoco a Tbilisi, in Georgia. È stato costruito quando la Georgia faceva parte dell'Impero achemide dell'epoca sasanide (224-651 d.C.). È descritto come il "tempio del fuoco zoroastriano più settentrionale del mondo".
L'Ateshgah si trova a circa 100 metri a est della Chiesa della Santa Madre di Dio di Betlemme, sulle pendici della Città Vecchia a nord-est della statua della Madre Georgia. Si tratta di un antico edificio in mattoni con tetto in plexiglas curvo protettivo. Il tempio è uno degli edifici religiosi più antichi della capitale della Georgia, situato nella parte storica della città.
L'Ateshgah è stato preservato perché è stato discretamente mimetizzato nella città. Ci sono poche informazioni su quando fu costruito, ma alcuni storici riferiscono che sia stato costruito in epoca sassanide. Durante le guerre tra persiani e musulmani turchi, Tbilisi cadde in mano turca e la chiesa fu temporaneamente trasformata in una moschea. Il sito è iscritto nell'elenco dei monumenti di importanza nazionale della Georgia. Nel 2007, il governo norvegese ha aderito a un progetto per restaurare l'Atashgah.